# Draba compacta
Draba compacta là một loài thực vật có hoa trong họ Cải. Loài này được Schott, Nyman & Kotschy mô tả khoa học đầu tiên năm 1854.